# Джемма Споффорт
Джемма Споффорт (англ. Gemma Spofforth, 17 листопада 1987) — британська плавчиня.
Учасниця Олімпійських Ігор 2008, 2012 років.
Чемпіонка світу з водних видів спорту 2009 року.
Чемпіонка Європи з водних видів спорту 2010 року.
Призерка Чемпіонату Європи з плавання на короткій воді 2004 року.
Призерка Ігор Співдружності 2010 року.